# Ǯ
Cette page contient des caractères spéciaux ou non latins. S’ils s’affichent mal (▯, ?, etc.), consultez la page d’aide Unicode.

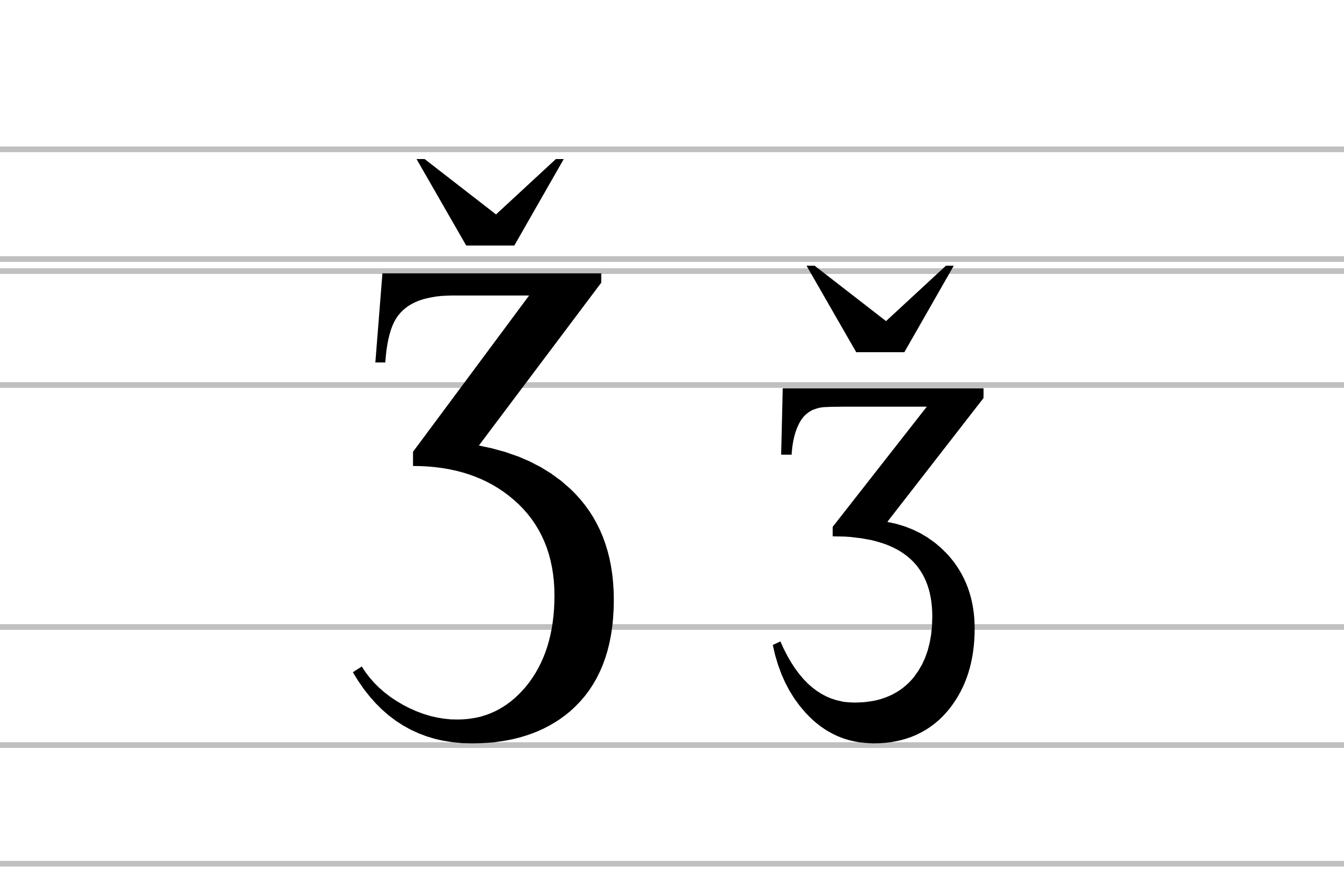
graphème

Ǯ, appelée ej caron, est un graphème utilisé dans l’alphabet du same de Skolt comme lettre. Elle est aussi utilisée dans la romanisations du laze et comme symbole dans certaines transcriptions phonétiques. Il s’agit de la lettre Ʒ diacritée d'un caron.

## Utilisation
Dans certaines notations phonétiques dans lesquels l’ej représente une consonne affriquée alvéolaire voisée [d͡z], l’ej caron est utilisé pour représenter une consonne affriquée palato-alvéolaire voisée [d͡ʒ]. Il peut aussi être combiné avec un point souscrit ‹ ǯ̣ › pour représenter une consonne affriquée rétroflexe voisée [ɖ͡ʐ].

## Représentations informatiques
Le ej caron peut être représenté avec les caractères Unicode suivants :
- précomposé (latin étendu B) :

| formes    | représentations | chaînes de caractères | points de code | descriptions                     |
| --------- | --------------- | --------------------- | -------------- | -------------------------------- |
| capitale  | Ǯ               | Ǯ                     | U+01EE         | lettre majuscule latine ej caron |
| minuscule | ǯ               | ǯ                     | U+01EF         | lettre minuscule latine ej caron |

- décomposé (latin étendu B, alphabet phonétique international, diacritiques) :

| formes    | représentations | chaînes de caractères | points de code | descriptions                                 |
| --------- | --------------- | --------------------- | -------------- | -------------------------------------------- |
| capitale  | Ǯ               | Ʒ◌̌                    | U+01B7 U+030C  | lettre majuscule latine ej diacritique caron |
| minuscule | ǯ               | ʒ◌̌                    | U+0292 U+030C  | lettre minuscule latine ej diacritique caron |